# Sdílený prostředek
Sdílený prostředek, síťový prostředek, sdílení souborů, sdílení tiskáren (anglicky shared resource, network share, file sharing, printer sharing) jsou v informatice taková sdílení systémových prostředků počítače (zařízení, data), že k nim lze vzdáleně přistupovat z jiného počítače (typicky přes lokální síť, LAN). Účelem sdílení je snížení nákladů na pořízení zařízení (jedno zařízení může sloužit více uživatelům) nebo usnadnění jejich správy pomocí centralizace na jednom místě pomocí využití stávající relativně laciné infrastruktury počítačových sítí.

## Historie
Sdíleným prostředkem je míněno nabízení systémových prostředků ostatním počítačům v síti. Prudkého rozmachu doznalo v lokálních sítích LAN na přelomu 80. a 90. let 20.  století s příchodem Novell NetWare, který nabízel snadné vytvoření síťového serveru, přičemž desktopové stanice IBM PC kompatibilní se systémem DOS vystupovaly v roli klienta. Sdílení prostředků umožnilo významným způsobem snížit náklady na nákup počítačů určených pro běžné uživatele. Oblíbené bylo řešení, kdy stanice neobsahovaly drahý pevný disk a místo toho si ho půjčovaly pomocí počítačové sítě ze serveru (tzv. anglicky diskless).
V polovině 90. let 20. století došlo k výrazné proměně trhu s příchodem systému Windows NT, který firma Microsoft začala nabízet i jako server a k tehdy velmi rozšířenému NetWare přistupovala rezervovaně a nevytvářela podmínky pro účinnou spolupráci svého systému s NetWare servery (komunikujícího pomocí NCP protokolu), což vedlo k ústup řešení od firmy Novell a nástup homogenního prostředí Microsoft Windows, kde byl na stanicích i serverech používán stejný systém.
Systémy Microsoft Windows používají protokol SMB, jehož volně šiřitelná implementace vytvořená pomocí reverzního inženýrství se jmenuje Samba. Díky Sambě je možné vytvářet heterogenní sítě, ve kterých mohou místo stanic nebo serverů s Microsoft Windows vystupovat i jiné operační systémy (Linux, Mac OS X…).

## Implementace
V počítačové síti, ve které server nabízí své prostředky stanicím (klienti) hovoříme o implementaci klient–server. Druhou možností jsou sítě peer-to-peer, kde nabízející stanice nevystupují v nadřízeném postavení. Pro implementaci sdílení je typicky využívána metoda RPC (anglicky Remote Procedure Call) a komunikační protokoly jako SMB (Microsoft Windows), NFS (unixové systémy a další).
Zvláštním případem jsou současné peer-to-peer sítě, ve kterých dochází ke sdílení souborů na delší vzdálenost (BitTorrent, DC++ atd.) a které fungují odlišným způsobem, než výše zmíněné protokoly SMB nebo NFS.
Sdíleným prostředkem je míněn pevný disk (pro ukládání dat), počítačová tiskárna (tisk dokumentů), scanner (digitalizace tištěných dokumentů), ale i ADSL modem (sdílení připojení k Internetu) a podobně.
Sdílené prostředky jsou typicky ostatním počítačům nějakým způsobem nabízeny, například lze zobrazit všechny dostupné sdílené prostředky v síti. Někdy je však nutné, aby uživatel přesně znal název a umístění sdíleného prostředku. Klienti si sdílený prostředek vhodným způsobem připojí, například jako další disk (Microsoft Windows) nebo jako obsah vybraného adresáře (unixové systémy). Uživatel pak pracuje se sdílenými prostředky podobným způsobem, jako by byly přímo připojené k jeho vlastnímu počítači, takže komunikace přes počítačovou síť je mu skryta (např. pracuje se soubory a adresáři stejně, jako by byly na jeho vlastním pevném disku).

## Bezpečnost sdílení
Sdílené prostředky jsou typicky chráněny nutností autentizace uživatele přihlašovacím jménem a heslem (možné jsou i jiné autentizační mechanismy). Po úspěšné autentizaci jsou dále aplikována přístupová oprávnění (oprávnění v systému souborů, oprávnění tisknout atp.). Konkrétní detaily jsou závislé na použité platformě.
V případě programátorské chyby může na obou stranách síťové komunikace vniknout bezpečnostní problém, který označujeme jako zranitelnost. Program využívající zranitelnost je pak exploit, který umožňuje zranitelnost zneužít. Proti nim se lze chránit zejména principem nejmenšího oprávnění, pravidelnými aktualizacemi softwarového vybavení, použitím firewallu, VPN (virtuální privátní sítě) a podobně.

## Pojmenování a mapování
Klientským počítačem může být ke sdílenému prostředku přistoupeno přes symbolické pojmenovaní, například UNC (Universal Naming Convention), používaných v DOSu a Microsoft Windows. To zahrnuje že sdílené prostředky mohou být adresovány například takto:
```
\\ServerComputerName\ShareName
```

kde ServerComputerName je WINS jméno, DNS jméno nebo IP adresa serveru a ShareName je jméno souboru či adresáře nebo cesta k němu. Sdílenému adresáři může být rovněž přiděleno jméno sdílení, rozdílné od lokálního pojmenování adresáře na straně severu. Například \\server\c$ obvykle odkazuje na jednotku C: na počítači s operačním systémem Windows.
Sdílená jednotka nebo adresář bývá na klientském počítači často tak zvaně mapována, což znamená že jí je přiděleno písmeno jednotky, jako by byla připojena přímo k lokálnímu počítači (například H:).

## Souborové systémy a protokoly
Sdílení souborů a tiskáren vyžaduje na straně klienta operační systém, umožňující přístup k sdíleným prostředkům na serveru. A na straně serveru operační systém, který umožní přistoupit klientovy ke svým prostředkům, protokol aplikační vrstvy modelu TCP/IP pro sdílení a protokol transportní vrstvy umožňující přístup ke sdílenému obsahu.
Nejběžnější souborové systémy a protokoly jsou:
| Operační systém                                  | Protokol aplikační vrstvy | Protokol transportní vrstvy              |
| ------------------------------------------------ | ------------------------- | ---------------------------------------- |
| Mac OS                                           | Apple Filing Protocol     | - TCP, - UDP nebo - AppleTalk            |
| UNIXové systémy                                  | NFS, SMB                  | - TCP nebo - UDP                         |
| MS-DOS, Windows                                  | SMB, také známý jako CIFS | - TCP, - UDP, - NBF nebo - jiný NetBIOS  |
| Novell NetWare (server) MS-DOS, Windows (klient) | - NCP a - SAP             | - SPX přes IPX, nebo - TCP (přes TCP/IP) |

V kolonce „operační systém“ jsou uvedeny systémy, které se nejběžněji používají při sdílení souborů.
V systému Windows 7 se síťové sdílení nastavuje pomocí nástroje „Pokročilé nastavení sdílení“. Používán je Microsoftem vyvinutý SMB protokol. Ostatní operační systémy dokáží také implementovat tento protokol. Například Samba je SMB server běžící pod UNIXovými systémy a některými jinými například OpenVMS. Sambu lze použít na vytvoření síťového sdílení, k němuž lze přistupovat přes protokol SMB z počítačů s operačním systémem Microsoft Windows. Sambu obsahuje také klientskou aplikaci. Alternativou je anglicky shared disk file system, kde má každý počítač přístup do nativního síťového souborového systému na sdílené jednotce.
Sdílený prostředek může být taktéž implementován pomocí WebDAVu.

## Rozdíl oproti přenosu souborů
Sdílený přístup k souborům by neměl být zaměňován s přenosem souborů (anglicky file transfer) používajícím například protokol FTP (File Transfer Protocol), Bluetooth, nebo IrDA. Sdílený přístup reflektuje okamžitě všechny změny provedené na sdíleném prostředku všem klientům. Sdílení může poskytovat vyhledávání na straně serveru, zatímco při přenosu souborů je nutné nejprve soubor přepravit na cílový počítač. Sdílený přístup je typicky na lokální síti, zatímco FTP se používá na internetu.
Sdílený přístup se uživateli jeví, jako by sdílený prostředek byl přímo na lokálním počítači uživatele a podporuje víceuživatelské prostředí. Obsahuje kontrolu souběhu, zamykání vzdáleného souboru pokud jej některý uživatel upravuje nebo oprávnění souborového systému.

## Rozdíl oproti synchronizaci
Sdílení přístupu k souborům umožňuje synchronizaci souborů, ale nemělo by s ní být zaměňováno, stejně jako s jinou synchronizací informací. Příkladem internetové synchronizace informací může být použití SyncML. Sdílený přístup k souborům je založen na ukládání informací o adresářích na straně serveru a běžně je provozováno přes stále otevřený internetový soket. Synchronizace souborů umožňuje uživateli být odpojen a čas od času (záleží na konkrétním software a nastavení) se připojit, zjistit změny a popřípadě se synchronizovat. Dnešní operační systémy většinou obsahují lokální cache paměť vzdálených souborů, umožňující přístup při odpojení a pozdější synchronizaci.